# Zalesinek
Zalesinek (dawn. Wólka Kozodawska Letnisko) – część miasta Piaseczna (SIMC 0921480), w województwie mazowieckim, w powiecie piaseczyńskim. Leży w południowej części miasta, przy granicy z Wólką Kozodawską.
Dawniej samodzielna miejscowość, do 1952 w gminie Jazgarzew w powiecie grójeckim. W 1921 roku liczyła 99 mieszkańców. 20 października 1933 utworzono gromadę Wólka Kozodawska Letnisko w granicach gminy Jazgarzew, składającą się z samego letniska Wólka Kozodawska.
Podczas II wojny światowej w Generalnym Gubernatorstwie, w dystrykcie warszawskim. W 1943 gromada Wólka Kozodawska letn. liczyła 632 mieszkańców.
1 lipca 1952 gromadę Wólka Kozodawska Letnisko wyłączono z gminy Jazgarzew i włączono do Piaseczna w nowo utworzonym powiecie piaseczyńskim.